# Корона Кристіана V
Корона Кристіана V Данського — корона, яка використовувалася під час коронації всіх абсолютистських королів Данії. Хоча правління таких монархів закінчилося в 1849 році, корона все ще використовується під час castrum doloris данського короля, востаннє в 1972 році. Використовувався королями від Кристіана V до Кристіана VIII. Корона була виготовлена Полом Курцем у Копенгагені, 1670—1671. Вона виготовлена із золота з емаллю та огранюваним камінням, загальною вагою 2080 г. Дорогоцінний камінь також містить 2 гранати та 2 сапфіри, найбільший з яких датується королем Данії Фредеріком I.
Фредерік III купив велику частину одягу своїх дочок у Парижі, який уже на той час був центром європейської моди. Але ювелірні вироби замовили Курцу. Тому його вважали видатним ювеліром. У 1670—1671 роках він виконав свою головну роботу, Корону Кристіана V. Закрита форма була натхненна короною Людовика XIV, короля Франції, але Курц замінив лілієподібні кінці французької корони пальметами та прикрасив корону ряд ромбів, переплетених з пальметою та акантом. Таким чином була створена «біла» гра світла, яка була обрамлена синім і червоним у сапфірах і гранатах кільця корони та синім мондом і хрестом у верхній частині.
Корона є частиною державного герба Данії та королівського герба. З 1671 року корона є фактичним символом державної влади. У стилізованій та різноманітній формі він включений у більшість державних установ, у тому числі міністерств.